# Phreatodytes sublimbatus
Phreatodytes sublimbatus är en skalbaggsart som beskrevs av Uéno 1996. Phreatodytes sublimbatus ingår i släktet Phreatodytes och familjen grävdykare. Inga underarter finns listade i Catalogue of Life.